# ZAB-500-400
ZAB-500-400 (ros. ЗАБ-500-400) – radziecka bomba zapalająca zawierająca 160 kg środka zapalającego.